# Slaget om Västerås
Slaget om Västerås ägde rum den 29 april 1521 på Badelundaåsen, norr om Västerås. De svenska upprorstrupperna, ledda av Gustav Vasa, segrade över danskarna, ledda av Didrik Slagheck, och erövrade Västerås. Slaget var en del av Befrielsekriget.

## Slaget

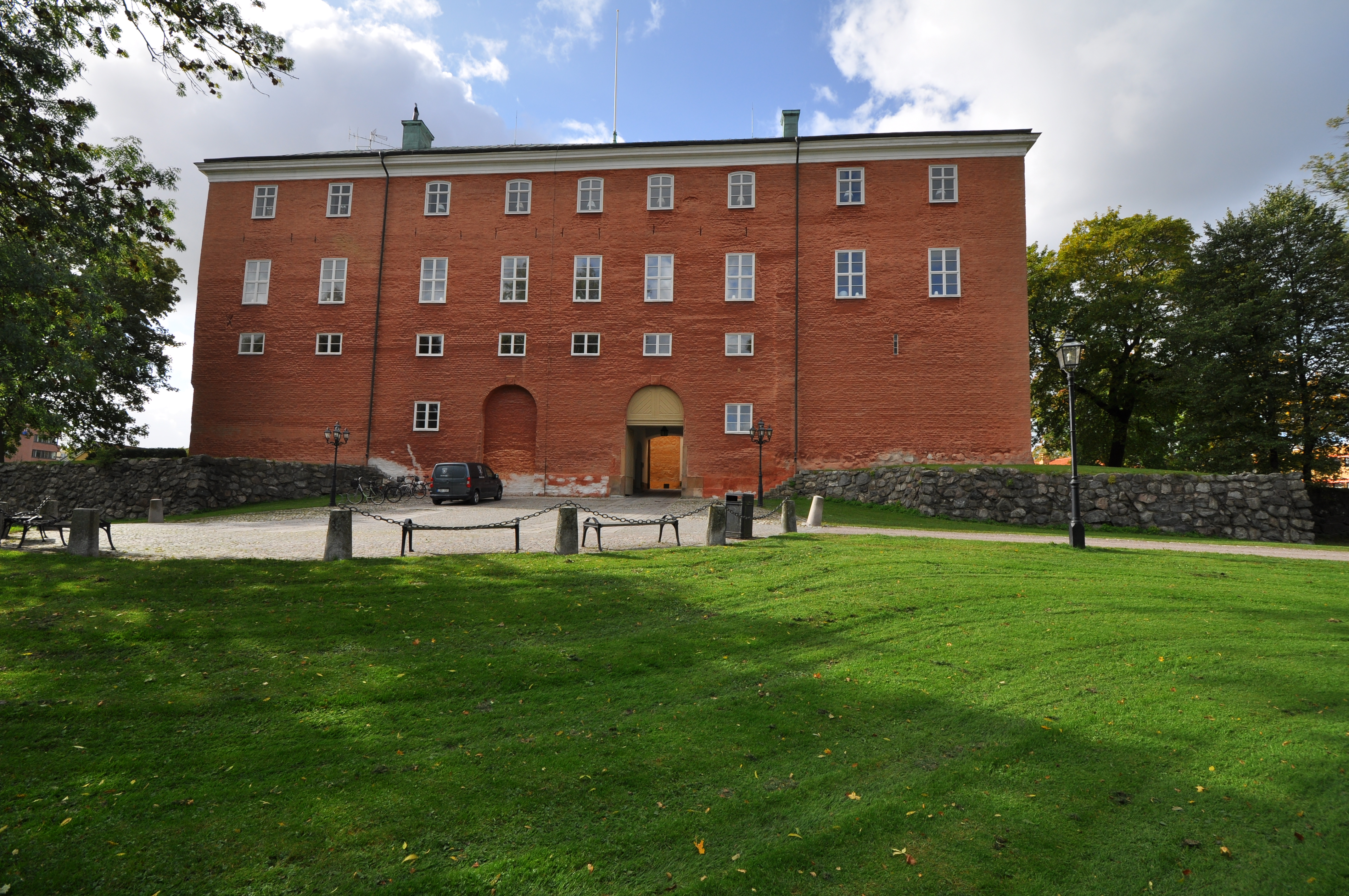
Västerås slott

Gustav Vasa, som efter att ha varit i Gästrikland och samlat stöd för sitt uppror, återvände till Dalarna i början av april, och fick besked om segern vid Brunnbäcks färja, beslutade han fortsätta mot Västerås. Hans upprorshär hade 23 april slagit läger vid Romfartuna kyrka, där hären mönstrades. Tanken var nu att ytterligare en bondehär ledda av Peder Uggla skulle anfalla Västerås söderifrån, men sedan Köping intagits blir Peder Uggla så oförsiktig att han underlåter att sätta ut vaktposter. Styrkorna överraskas vid midnatt och besegrades totalt den 26 april av Slaghecks trupper vilka sedan återvänt till Västerås. 28 april bröt Gustav Vasa upp och tågade mot Västerås, ovetandes om Peder Ugglas förlust. Gustav Vasa anlände till Västerås 29 april och började förbereda en belägring då Slaghecks trupper gjorde ett våldsamt utfall när den svenska hären skymtades. Utfallet avvärjdes av Gustav Vasas trupper och de danska trupperna trängdes tillbaka.
Någon avgörande seger lyckades man dock inte vinna omgående, utan danskarna höll sig kvar i staden i en månad, och gjorde flera nya, om än misslyckade utfall. Den 20 maj gav danskarna staden förlorad, lämnade en garnison i Västerås slott och lät utskeppa övriga trupper. Västerås slott kom att hålla ut fram till 31 januari 1522, då försök att undsätta slottet sjövägen från Stockholm misslyckats. 
Genom segern vid Västerås fick Gustav Vasa kontroll över sjövägen över Mälaren, vilket innebar att han fick direkt förbindelse med upprorsrörelsen i Västergötland och Värmland. Även Sala silvergruva föll i Gustav Vasas händer, tillsammans med Kristian II:s stämplar för tillverkningen av klippingmynt. Sala silvergruva kom att betyda mycket för fortsättningen av befrielsekriget.